# Naissance en 980
Naissance
- 976
- 977
- 978
- 979
- 980
- 981
- 982
- 983
- 984

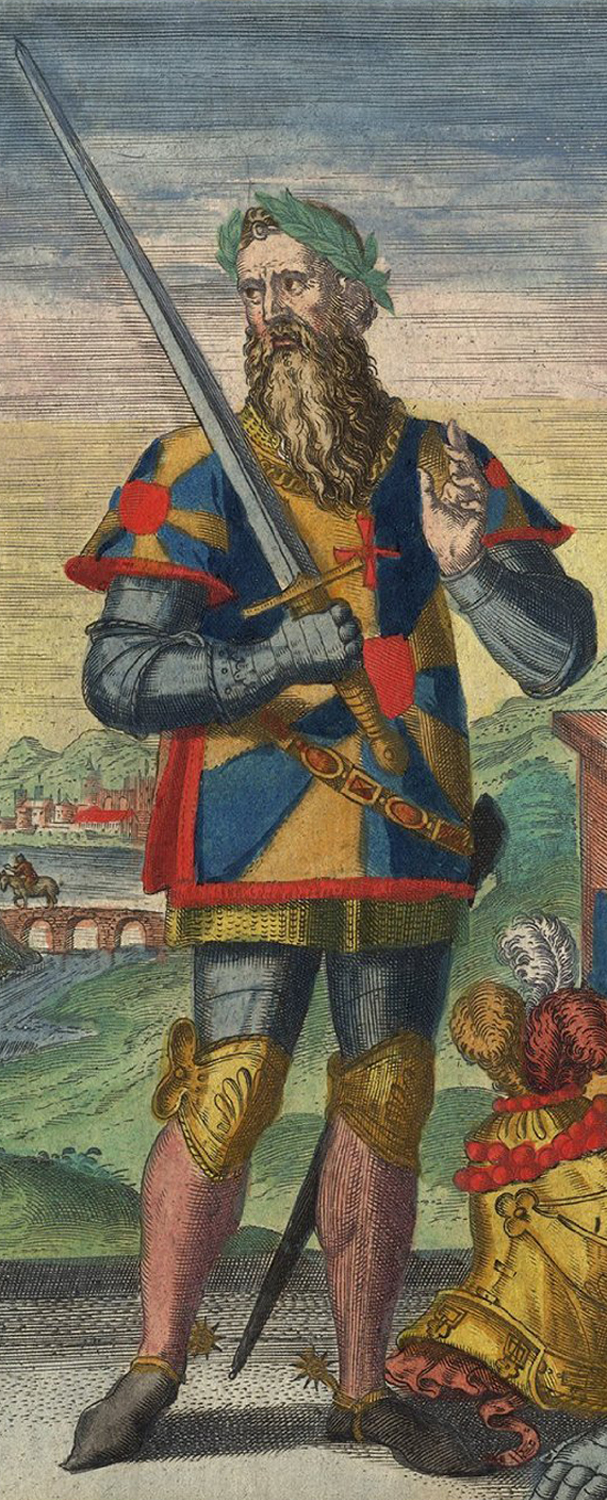
Baudouin IV de Flandre né en 980.

Cette page dresse une liste de personnalités nées au cours de l'année 980  :
- 23 avril : Gérard de Csanád, ou Gerardo Sagredo ou Gérard de Hongrie, évêque puis martyr.
- juin ou juillet : Otton III du Saint-Empire, prince de la lignée ottonienne, roi des Romains et empereur des Romains.
- 5 juillet : Mokjong, 7e roi de Goryeo.
- 7 août : Avicenne, médecin et philosophe iranien.

- Al-Juzjani, médecin perse.
- Baudouin IV de Flandre, comte de Flandre.
- Gislebert de Looz, comte de Looz.
- Constantin IX Monomaque, empereur byzantin.
- Ichijō, soixante-sixième empereur du Japon.
- Muhammad II, ou Al-Mahdî bi-llah Muhammad ben Hichâm, calife omeyyade de Cordoue.

date incertaine (vers 980)
- André Svorad, moine considéré comme saint par l'Église catholique.
- Bardo de Mayence, moine bénédictin de l’abbaye de Fulda, abbé des abbayes de Werden, de Hersfeld, et archevêque de Mayence.
- Hermann Ier de Misnie, margrave de Misnie et de Haute-Lusace.
- Ibn Tahir al-Baghdadi, ou Abū Mansūr 'Abd al-Qāhir ibn Tāhir ibn Muhammad ibn 'Abdallāh al-Tamīmī al-Shāfi'ī al-Baghdādī, mathématicien arabe, juriste Shâfi'ite, théologien Ash'arite et spécialiste des Usūl al-Dīn originaire de Bagdad en Irak.
- Sviatopolk Ier, ou Sviatopolk Vladimirovitch, ou Sviatopolk le Maudit, Grand-prince de la Rus' de Kiev de la dynastie des Riourikides.
- Thierry III de Frise occidentale, dit de Jérusalem, comte en Frise occidentale.
- Wazon, prince-évêque de Liège.

## Crédit d'auteurs
- Cet article est partiellement ou en totalité issu de l'article intitulé « 980 » (voir la liste des auteurs).